# Elisa Martin
Elisa Candelas Martin (Madrid, Španjolska, 3. kolovoza 1972.), španjolska je pjevačica. Najpoznatija je kao bivša pjevačica španjolskog simfonijskog metal sastava Dark Moor. Također je bila član drugih metal sastava kao Dreamaker i Fairyland.

## Karijera
Španjolskom simfonijskom metal sastavu Dark Moor pridružila se 1997. godine. U početku snimaju dva demoalbuma, no 1999. godine izdaju prvi studijski album Shadowland. S Dark Moorom snima još dva studijska albuma The Hall of the Olden Dreams (2000.) i The Gates of Oblivion (2002.), a zatim napušta sastav 2003. godine, zbog navodnih glazbenih razlika. Kroz godine, bila je član francuskog simfonijskog metal sastava Fairyland, i španjolskog simfonijskog metal sastava Dreamaker, koji se raspao 2011. godine. Elisa je trenutno pjevačica francuskog power metal sastava Hamka.

## Diskografija
Dark Moor
- Shadowland (1999.)
- The Hall of the Olden Dreams (2000.)
- The Gates of Oblivion (2002.)